# Régis Rocca
Régis Rocca, né le 15 mars 1979 à Nice, est un graphiste et designer français. Il collabore avec l'Armée de l'Air comme designer depuis 2009 et a signé une trentaine de livrées aéronautiques militaires. Chaque année, ses designs sont vus par plusieurs centaines de milliers de spectateurs lors de la saison estivale des meetings.

## Biographie
Après des études supérieures de chimie à Nice, il entame des études artistiques à l’École supérieure des arts Saint-Luc de Bruxelles (Belgique). C’est au cours de l’année préparatoire, en 2000, qu’il découvre le graphisme et la typographie. Régis Rocca commence sa carrière de graphiste en 2004 puis de directeur artistique au sein de l’agence GGD à Nice, où il travaille dans le domaine du luxe (parfumerie, joaillerie, hôtellerie…). Il œuvre depuis 2010 comme designer de livrées pour l'Armée de l'Air et de l'Espace.

### 2010-2012, les débuts avec l'EC 1/12 “Cambrésis”
Passionné d'aviation, il découvre le monde de la NATO Tiger Association en 2009. Il propose alors ses compétences de designer à l’Escadron de Chasse 1/12 Cambrésis pour la réalisation d’un Mirage 2000 peint. Sa démarche aboutira à la réalisation du mirage 2000C 80 - 103-LI “the year of the Tiger” pour le Nato Tiger Meet de 2010 à Volkel aux Pays-Bas. L’avion recevra la 2e place lors du “Best Painted Tiger Aircraft”, le concours organisé lors de chaque édition pour récompensé les 3 plus belles livrées. 

Mirage 2000C Tiger Meet 2010 “The year of the Tiger”

De cette collaboration, il réalise le design dérivé du Mirage 2000 sur un Piper Cub J3 pour l’aéroclub de Cambrai-Niergnies pour l’ouverture du Nato Tiger Meet de 2011 sur la base aérienne 103 Cambrai-Épinoy et l’ouverture du meeting international de Cambrai devant 50 000 personnes.
Toujours au profit de la même unité, il réalise toute l’identité visuelle et créé le Mirage 2000C 103 - 103-YN, peint par Sébastien Bault,, commémorant la mise en sommeil de l’escadron et la fermeture de la base aérienne 103, le 30 mars 2012. Sur décision de l'état-major, l'appareil a été préservé avec sa livrée et est visible au sein du musée présent sur la base aérienne 279 Châteaudun. Il sera le premier avion peint français à faire la couverture du magazine AirForces Monthly (en) (“The world's number one military aviation magazine”) n°291 de juin 2012.

### Les Nato Tiger Meet 2013, 2014 et 2015 avec l'EC “1/7” Provence
Les traditions de l’escadrille SPA162 “Tigre” ayant été transférées à l’escadron de chasse 1/7 Provence stationné sur la base aérienne 113 Saint-Dizier-Robinson, il va créer successivement le Rafale “Tiger Instinct” 107 - 113-HJ (pour l’édition 2013 des Nato Tiger Meet sur la Base d’Ørland en Norvège, avec une 3e place lors du “Best Painted Tiger Aircraft”),, le Rafale 142 - 113-GU “Thundertiger” (Nato Tiger Meet 2014 sur la Base de Schleswig-Jagel en Allemagne, à nouveau avec une 2e place lors du “Best Painted Tiger Aircraft”) puis le Rafale “Monster Tiger” 119 - 113-IX (Nato Tiger Meet 2015 sur la base de Konya en Turquie, 2e place lors du “Best Painted Tiger Aircraft”). En marge des Nato Tiger Meet, son savoir-faire interpelle d’autres unités de l’Armée de l’air française. Il va concevoir différentes identités visuelles et livrées d’avion.

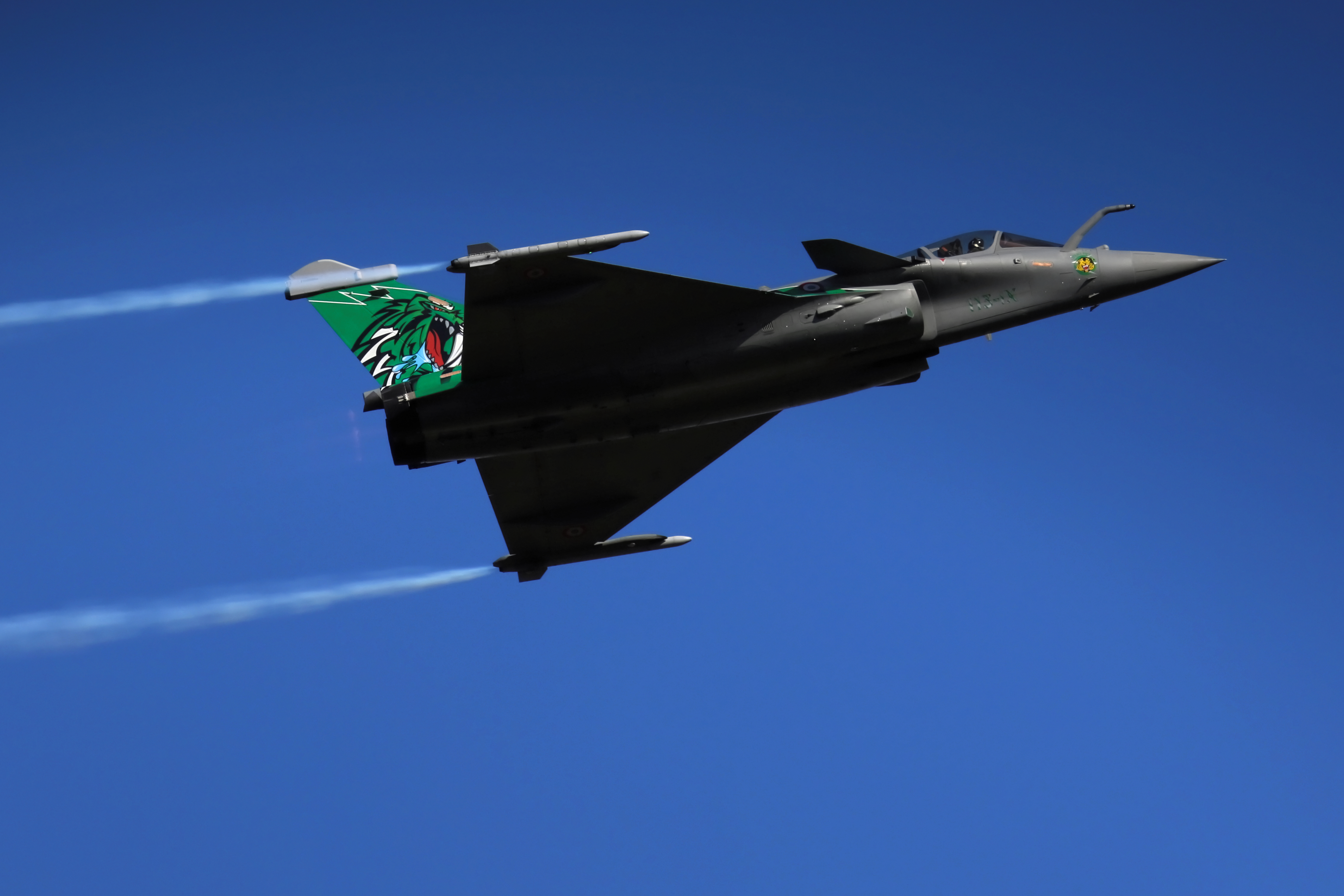
Rafale Tiger Meet 2015 “Monster Tiger”

### 2013
Au profit de l’escadron de chasse 3/3 Ardennes basé sur la base aérienne 133 Nancy-Ochey, pour les 70 ans de l’unité, le Mirage 2000D 648 - 133-XT,,.

### 2014 et 2015
Il réalise l’image et le design de l’AS-555 Fennec 5431 - VM des 50 ans de l’escadron d'hélicoptères 3/67 Parisis basé sur la base aérienne 107 Villacoublay. L'appareil sera exposé à l'entrée du Stade de France lors de la Finale du Top 14, le 30 mai 2014 (80 174 spectateurs),,.
Il réalise également la livrée de l’Alpha Jet E38 F-TELH commémorant les 50 ans de la 8e escadre de chasse basée sur la base aérienne 120 Cazaux.
Pour les 70 ans des escadrons de transport 1/64 Béarn et 2/64 Anjou basés sur la base aérienne 105 Évreux-Fauville, il conçoit la livrée du Transall R89 - 61-ZG, et pour les 30 ans de l’École de pilotage de l'Armée de l'air basée sur la base aérienne 709 Cognac-Châteaubernard sont fêtés la même année et un TB-30 Epsilon 94 - 315-XK est créé pour l’occasion et mis en stèle au sein de l’école.
En février 2015, il est nommé capitaine de réserve citoyenne de l'Armée de l'air sur la base aérienne 113 de Saint-Dizier.

### 2016
Pour le centenaire de l’escadrille N124 “Sioux” de l’escadron de chasse 2/4 La Fayette, Régis Rocca créé l’identité visuelle et surtout la livrée du Mirage 2000N 353 - 125-AM,, qui sera le point d’orgue de l’ensemble des cérémonies nationales et internationales liées au Centenaire de l’entrée en guerre des USA en 1917. L’appareil sera aussi utilisé pour la dernière saison de présentation des Ramex Delta, équipe de présentation tactique du Mirage 2000N et ambassadrice de l’Armée de l’air. Il défilera, et ce sera une première pour un avion peint, également au-dessus des Champs-Elysées le 14 juillet 2016 lors du défilé militaire. Lors de la participation des Ramex Delta avec le Mirage 2000N peint au RIAT (Royal International Air Tattoo) sur la base de RAF Fairford dans le Gloucestershire (Angleterre), l’avion remporte le Jeppesen Trophy “Award for the best livery”. L'appareil a été retiré du service avec sa livrée intacte et préservée, il a été mis en stèle devant les locaux de l'unité à présent sur la base aérienne 113. Régis Rocca et l'avion font l'objet d'une interview et d'un sujet dans le documentaire “Les Ailes de la liberté” coproduit l'Établissement de communication et de production audiovisuelle de la Défense,. Le Mirage 2000N peint est présent dans l'épisode des “Diamants de sable” de Tanguy et Laverdure. 

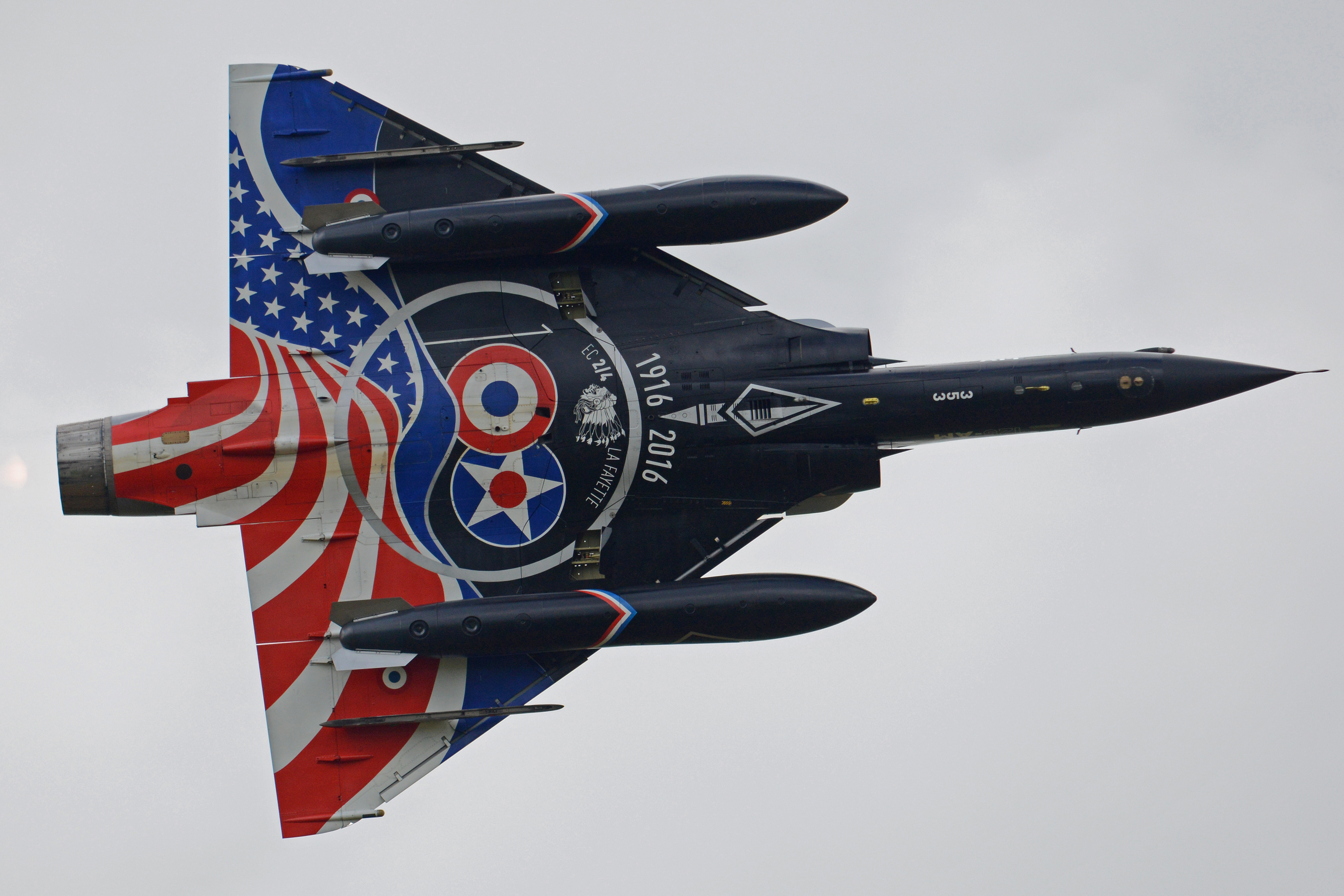
Mirage 2000N 2016 Centenaire du La Fayette

Il est fait membre d'honneur de l'Escadrille La Fayette.

### 2017
Il réalise l’identité visuelle et le Mirage 2000D 652 - 3-XN commémorant les 30 ans du raid aérien sur Ouadi Doum au profit de l’EC 3/3 Ardennes à Nancy. L’appareil sera ensuite utilisé comme appareil de démonstration pour l’équipe des Couteau Delta dont il réalise l'ensemble de l'identité visuelle, les remplaçants et nouveaux ambassadeurs de l’Armée de l’air sur Mirage 2000D, pour l’ensemble de la saison des meetings 2017.

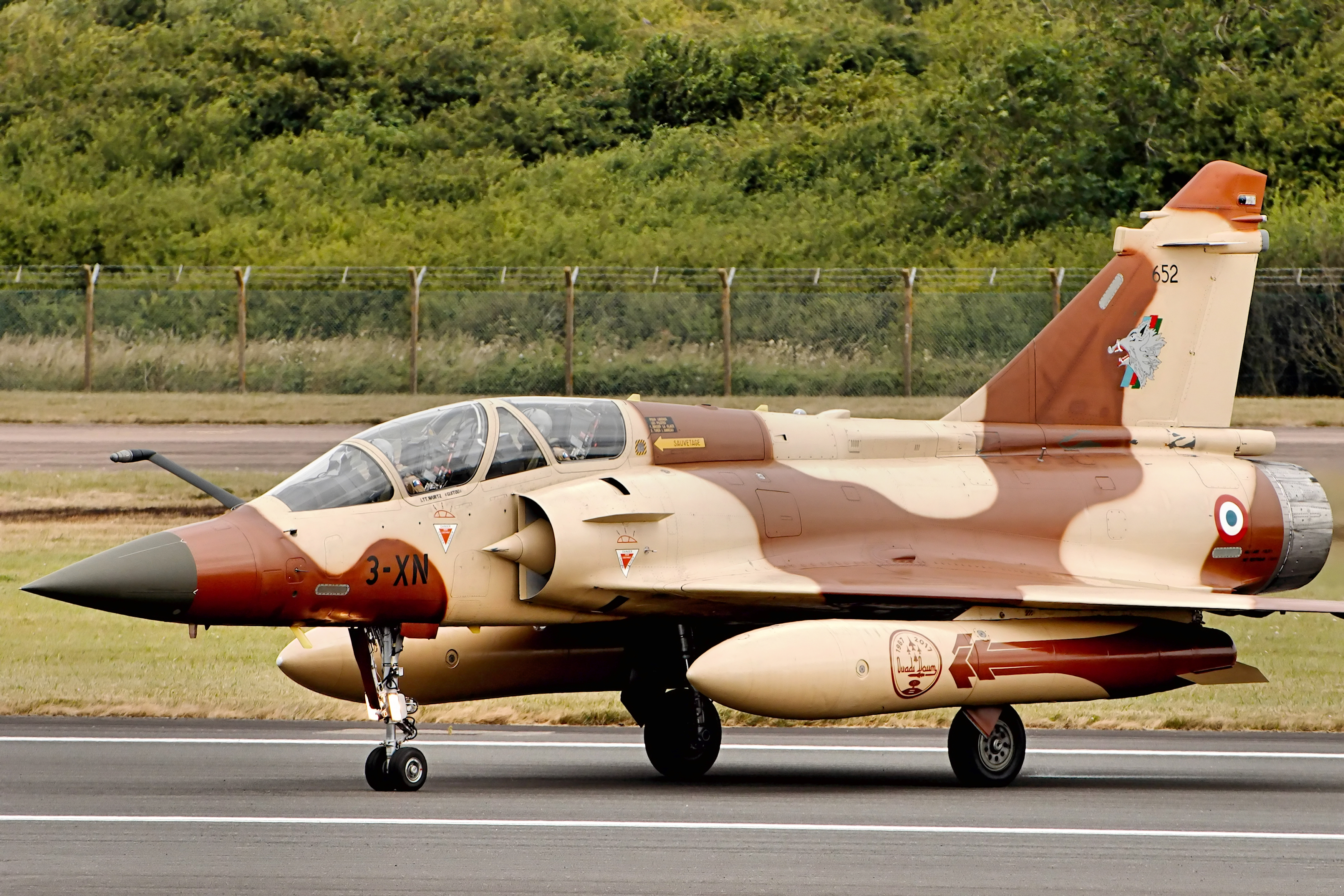
Mirage 2000D 2017 “Ouadi Doum”

Afin de rendre hommage à l’entrée en guerre des USA aux côtés de la France en 1917, la Patrouille de France organise une tournée américaine de mars à mai 2017 en survolant de nombreuses grandes villes telles que New York, Washington, San Francisco, Kansas City… mais aussi Ottawa, Montréal et Québec au Canada.

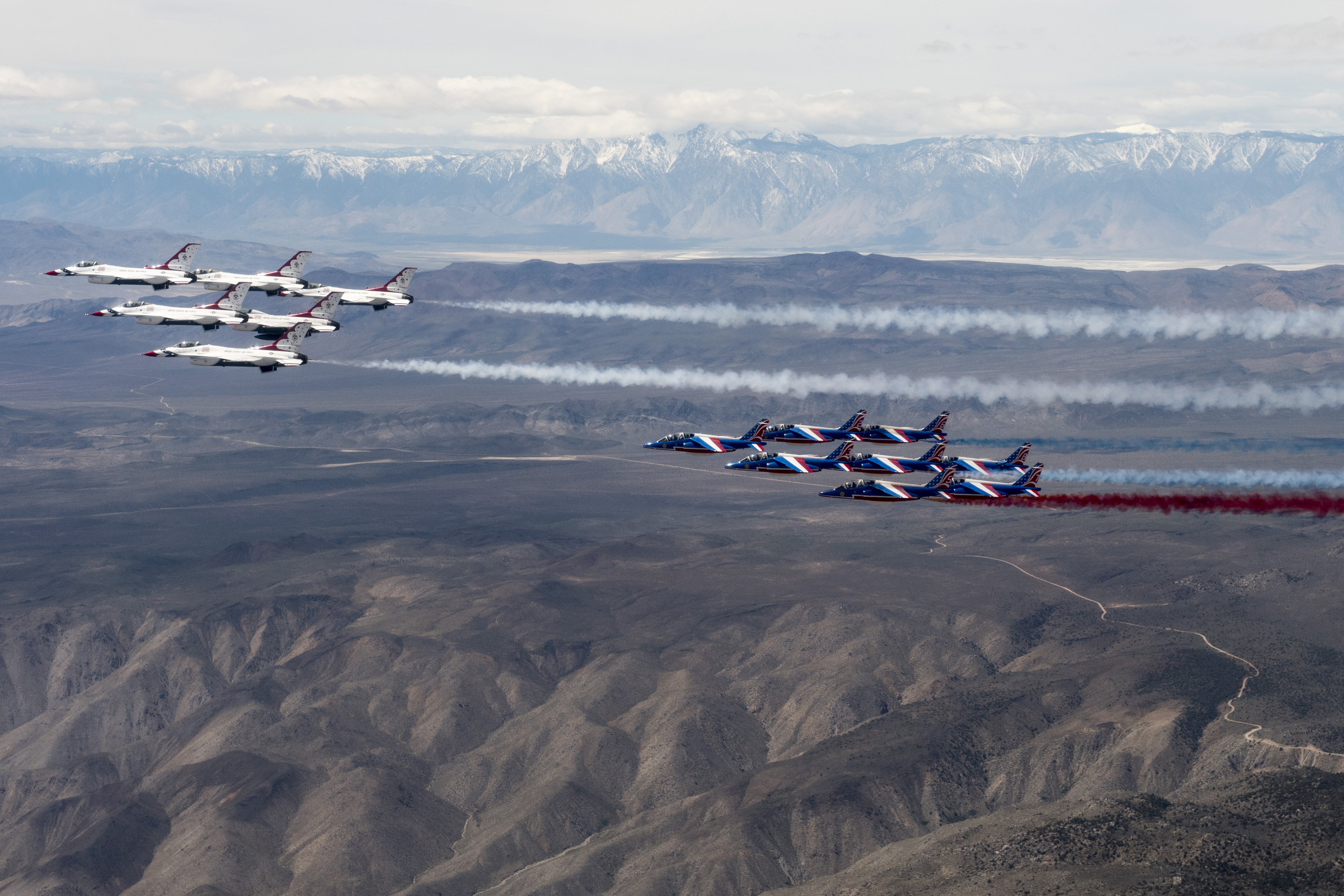
les Thunderbirds volant avec la Patrouille de France au-dessus de la Death Valley

La Patrouille confie la réalisation de l’identité graphique de la tournée à Régis Rocca et surtout la création du design de l’ensemble des nouvelles dérives des Alphajet, une première car ces dernières étaient inchangées depuis l’arrivée de l’Alphajet au sein de la PAF en 1981.

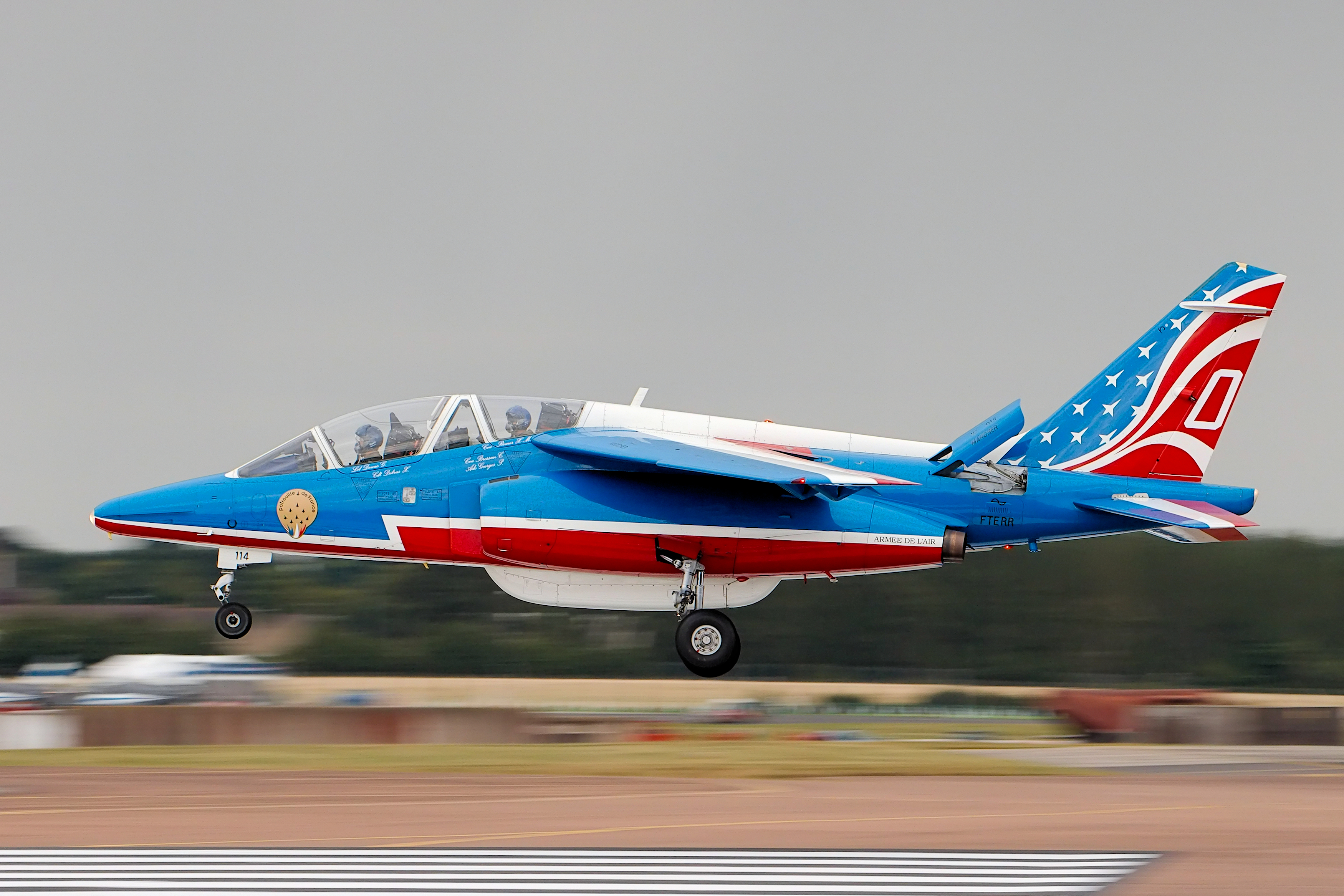
Alphajet Athos n°0 de la Patrouille de France avec la dérive “USA 2017”

Les Rafale réalisés pour les Nato Tiger Meet 2013, 2014 et 2015 ont tous été utilisés à la suite de l’exercice international par les pilotes de l’équipe du Rafale Solo Display, ambassadeurs de l’Armée de l’air et présentateurs officiels en meetings du Rafale. En 2017, la volonté est de concevoir un appareil à la livrée dédiée à ces présentations. Le design choisi sera celui de Régis Rocca, et réalisé sur le Rafale 133 4-GL.

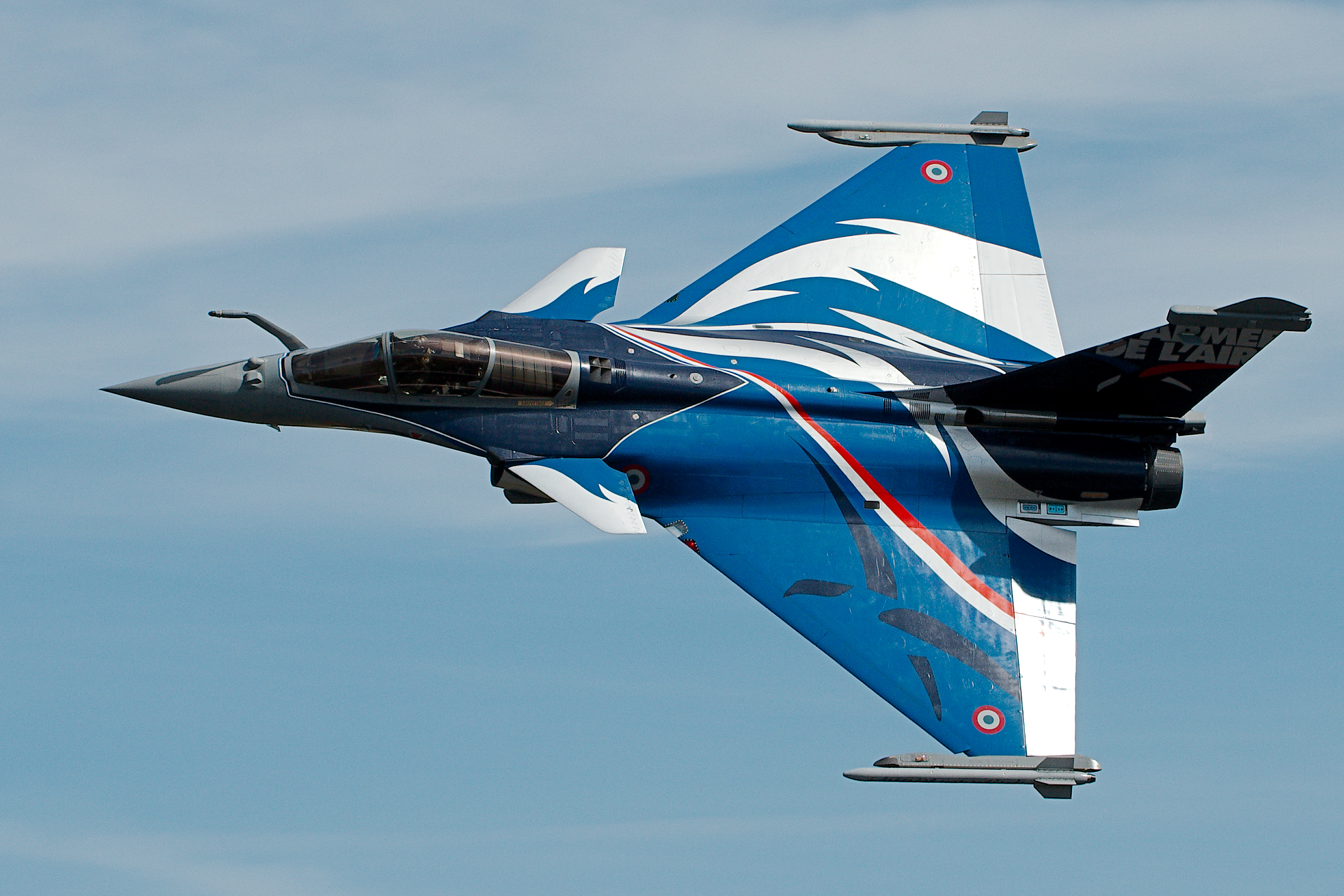
Rafale Solo Display 2017

L’appareil et sa livrée seront présentées lors de la toute la saison 2017 y compris au Salon international de l'aéronautique et de l'espace de Paris-Le Bourget (322 000 visiteurs et 3 450 journalistes), au Duxford Air Festival et au RIAT (Angleterre), au meeting international de Sion (Suisse, 51 000 spectateurs), au meeting international de Sanicole (Belgique, 40 000 spectateurs)…
L’édition 2017 des Nato Tiger Meet se tient sur la BAN Landivisiau en Bretagne et le Rafale 143 30-GV peint au profit de l’escadron de chasse 3/30 Lorraine de la base aérienne 118 Mont-de-Marsan, l’unité qui héberge à présent les traditions de l’escadrille SPA162 “Tigre” porte le design de Régis Rocca intitulé le “Free French Tiger”. Il obtient la 3e place lors du “Best Painted Tiger Aircraft”.
Lors du 52e Salon international de l'aéronautique et de l'espace (SIAE) de Paris-LeBourget, le Chef d'état-major de l'Armée de l'air dévoile officiellement la livrée des nouveaux Pilatus PC-21 qui vont entrer en fonction dans l’Armée de l’air,, à partir de 2018 en lieu et place des Epsilon TB-30 sur la base aérienne de Cognac et en remplacement des Alphajet de l'École de l'aviation de chasse de la base aérienne 705 Tours et qui sont le cœur du programme FOMEDEC (formation modernisée et entraînement différencié des équipages de chasse).
Dans le cadre de la commémoration marquant le Centenaire en septembre 2017 de la mort du Capitaine Georges Guynemer, à la demande de l’escadron de chasse 1/2 Cigognes basé sur la base aérienne 116 Luxeuil-Saint Sauveur, Régis Rocca créé la livrée du Mirage 2000-5F n°43 2-EJ. L’appareil sera ensuite présent sur plusieurs meetings durant l’été 2018 et sera aussi l’élément central d’un ouvrage réalisé par les élèves CM1-CM2 du Pôle éducatif Saint-Exupéry de Vauvillers (Haute-Saône) dans le cadre de l’opération « Héritiers de Mémoire » organisée par le ministère des Armées pour les commémorations de la Grande Guerre.

### 2018
Pour sa saison de présentation au retour des USA, la Patrouille de France décide de ne plus reprendre l’ancien design de ses dérives vieux de plus de 30 ans et demande à Régis Rocca de repenser le design pour le rendre plus actuel. Il crée un nouveau design et dessine une nouvelle typographie inédite adaptées à ces dernières. Cette nouveauté sera mise en place dès la première présentation de la saison à Salon-de-Provence le 9 mai.

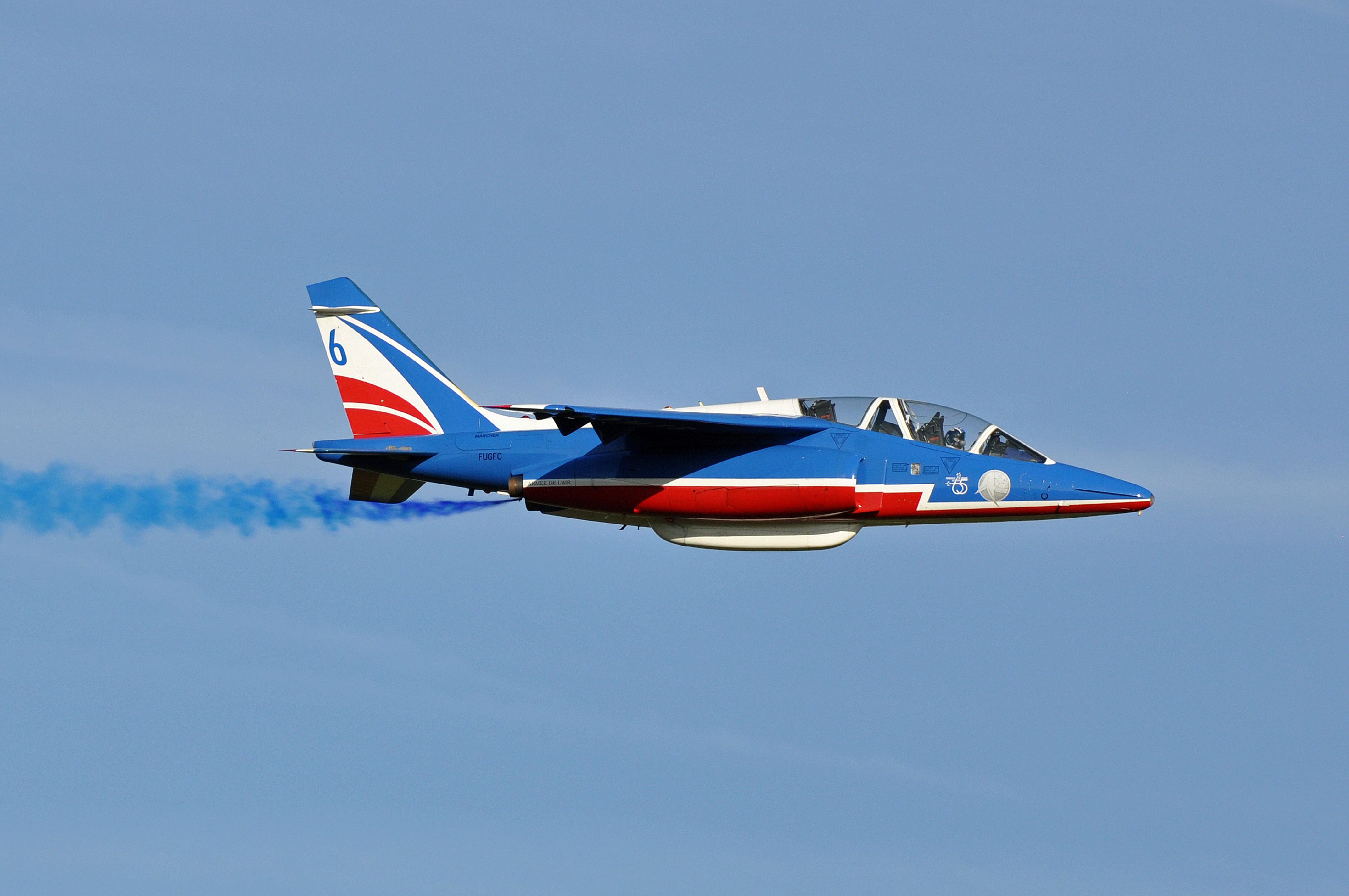
Alphajet Athos n°6 de la Patrouille de France

D’autres ambassadeurs de l’Armée de l’air décident d’actualiser leur design. L’équipe de présentation du Rafale (Rafale Solo Display) et son nouveau pilote, le Capitaine « Babouc » Nativel, natif de l’île de La Réunion, font appel à Régis Rocca pour donner une livrée au design particulier “rouge et noir” au Rafale 130 - 4-GI qui sera son appareil durant toute la saison 2018.

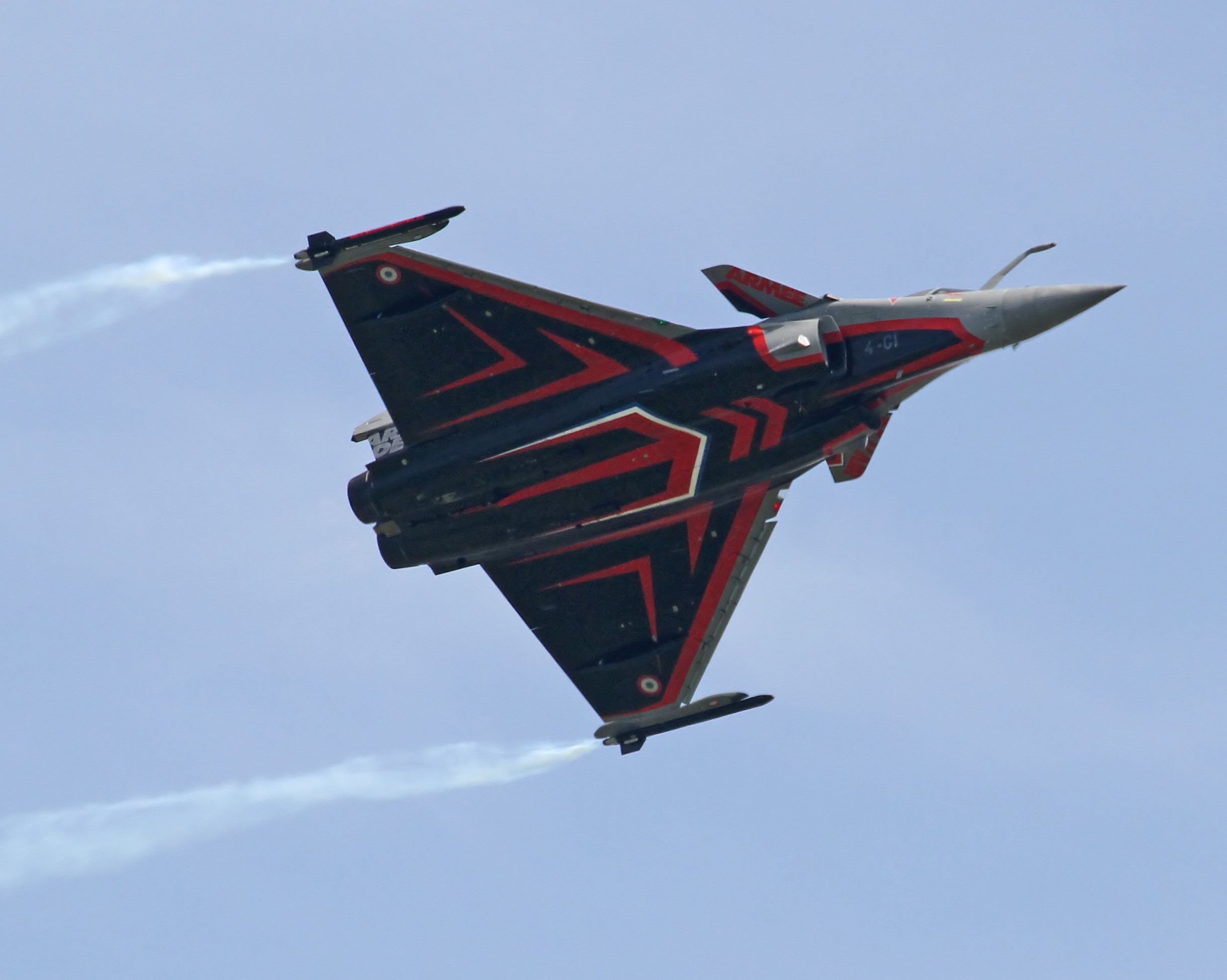
Rafale Solo Display 2018

L’Équipe de voltige de l'Armée de l'air (EVAA) qui fête ses 50 ans demande également à Régis Rocca de créer l’identité visuelle de l’anniversaire et change également les dérives de ses Extra 330 pour l’ensemble de la saison.
Le Nato Tiger Meet 2018 se tient sur la base aérienne de Poznań en Pologne. Après 6 participations, toutes couronnées par un podium lors du “Best Painted Tiger Aircraft”, au profit de l’aviation de chasse, la 3e escadrille d’hélicoptères de combat et d’attaque (3e EHRA) du 3e régiment d’hélicoptères de combat (3e RHC) de l’Aviation légère de l'Armée de terre (ALAT) basée à Etain et volant sur SA.342M1 Gazelle “Viviane” fait appel à Régis Rocca pour imaginer l’identité et le design de l’appareil tigré. De cette collaboration est peinte la Gazelle 4084 - GBJ “Bandit Nightmare” qui obtient la 2e place lors du classement du “Best Painted Tiger Aircraft”.
Le 21 juin 2018, le Mirage 2000N est officiellement retiré du service opérationnel sur la base aérienne 125 Istres-Le Tubé. À la demande de la dernière unité exploitant encore l’appareil, l’escadron de chasse 2/4 “La Fayette”, Régis Rocca crée l’identité visuelle et une livrée commémorative du Mirage 2000N 357 - 125-CO qui réalisera le dernier vol en France des Mirage 2000N.
Le comité d'organisation des Championnats du monde militaire d'Escrime fait appel à lui pour la création de son image et il réalise l'identité visuelle complète de la compétition qui se tient du 13 au 16 décembre à Nancy.

### 2019
La base aérienne 118 de Mont-de-Marsan accueille l'édition 2019 du Nato Tiger Meet. La 3e escadrille d’hélicoptères de combat et d’attaque (3e EHRA) fait à nouveau appel à Régis Rocca pour concevoir l’identité visuelle et le design de la Gazelle décorée. Le thème choisi par l'unité est celui des super-héros. Au terme des deux semaines d'exercices, la Gazelle 3476 - GAB “The Roaring Three” obtient la 3e place lors du classement du “Best Painted Tiger Aircraft”.
Le TB-30 Epsilon qui sert à la formation initiale des pilotes au sein de l'École de Pilotage de l'Armée de l'air de Cognac est retiré du service opérationnel au profit des Pilatus PC-21. La livrée commémorative et l'identité visuelle sont réalisées par Régis Rocca. L'appareil est mis à l'honneur et a notamment volé au-dessus des Champs-Élysées à Paris pour les cérémonies du 14 juillet,.
Pour célébrer les 10 ans de l'existence de la présentation Alpha du Rafale Solo Display, l'équipe a demandé à Régis Rocca d'imaginer une identité visuelle et la livrée de l'appareil utilisé pour les démonstrations en vol. L'appareil a nécessité 15 jours de travail en binôme avec le peintre Sébastien Bault. Cette livrée est une des plus techniques réalisée sur Rafale de par la réalisation des différentes courbes souhaitées qui courent le long de la voilure.
Le 8 octobre, sur la base aérienne 186 Nouméa, l'escadrille de reconnaissance outre-mer 80 (EROM 80) a été mise à l'honneur pour ses 70 ans. Lors de cet anniversaire, un appareil de type CASA CN-235 n°65 a reçu une identité visuelle et une décoration spéciale créée par Régis Rocca. Arborant sur son flanc gauche un dragon, à l'image d'une des faces du fanion de l'unité en souvenir de son passé en Indochine, et sur son flanc droit un martinet, insigne actuel de l'escadrille, l'appareil a été béni par les aumôniers militaires. Il a également été baptisé du nom de l’île de Tiga (Nouvelle-Calédonie) par Anaïs Toven, Miss Nouvelle-Calédonie 2019.

### 2020
L'ensemble des manifestations aériennes en France ont été annulées à la suite de la crise sanitaire. Cela a entraîné l'absence de réalisation de livrées en 2020. Régis Rocca est néanmoins sélectionné pour concevoir l'identité graphique liée au retrait opérationnel des Tracker S-2FT de la Sécurité Civile basés à Nîmes-Garons.

### 2021
Le nouveau pilote de présentation du Rafale a fait appel à Régis Rocca pour réaliser la livrée du Rafale Solo Display pour la saison 2021. Il a conçu un design alliant de multiples courbes inscrites dans un camaïeu de bleus. Ce design est une référence à la nouvelle appellation et dimension spatiale de l'Armée de l'Air devenue Armée de l'Air et de l'Espace. Lors de la présentation à la presse de l'appareil, le commandant de la Base Aérienne 113 l'a décoré de la Médaille des réservistes volontaires de défense et de sécurité intérieure.
Lors du meeting de Cerny-La Ferté-Alais “Le Temps des hélices”, l'équipe de présentation de l'A400M de l'Armée de l'Air et de l'Espace dévoile le projet réalisé par Régis Rocca devant plusieurs dizaines de milliers de personnes. Cette création a été réalisée dans le cadre de la réactivation de l'Escadron de Transport 4/61 “Béarn” sur A400M.
Pour les 50 ans de l'Escadron de transport 3/62 “Ventoux”, le Casa CN-235 n°111 a reçu une livrée spéciale imaginée par Régis Rocca. Outre l'identité de l'anniversaire présente sur la dérive, un profil du Mont Ventoux parcourt tout le fuselage de l'appareil. L'appareil peint participe aux 25 ans de Rêves de Gosse en embarquant une cinquantaine d'enfants.
Héritier des traditions du groupe de chasse Île-de France créé par le Général de Gaulle en 1941, l'Escadron de chasse 2/5 Île-de-France fête ses 80 ans en octobre 2021. Décorée de l'Ordre de la libération, l'unité fait appel à Régis Rocca, pour concevoir l'identité graphique et la livrée du Mirage 2000C n°120. L'appareil a été présenté au public lors d'une manifestation aérienne rassemblant près de 2000 personnes.
Régis Rocca reçoit le titre de Peintre de l'Air et de l'Espace en septembre 2021.

### 2022
À la demande du Centre d’études stratégiques aérospatiales et de la Musique de l'Air, Régis Rocca créé le design graphique intérieur du double CD produit par l'Armée de l'Air et de l'Espace au profit de la Fondation des œuvres sociales de l’Air. Le lancement a donné lieu à un concert caritatif au sein du Musée de l'Air et de l'Espace, le 12 février 2022.
Pour célébrer le retrait opérationnel du Transall après 59 ans de présence dans les forces armées françaises, une tournée mémorielle nationale de 20 jours et reliant 24 villes et bases est organisée. L'appareil sélectionné reçoit une livrée originale conçue par Régis Rocca,. L'appareil participe aux cérémonies officielles du retrait sur la Base Aérienne d'Évreux, le 20 mai 2022. Ce Transall avec sa livrée conservée rejoint à l'issue les collections du musée Aeroscopia de Toulouse-Blagnac.
Faisant suite aux célébrations des 80 ans de l'Escadron de chasse 2/5 Île-de-France, l'unité lui demande la conception de 8 dérives mettant à l'honneur l'ensemble des principales unités ayant volées sur Mirage 2000C pour les cérémonies du retrait opérationnel de l'appareil. Elles sont présentées devant plus de 3000 personnes, le 23 juin 2022.
Pour sa nouvelle saison, les Extra 330SC de Équipe de Voltige de l'Armée de l'Air ont reçu un nouveau design extérieur imaginé par Régis Rocca. S'inspirant de codes graphiques présents sur les appareils historiques de l'équipe, il en a modernisé et synthétisé l'ensemble.

### 2023
Pour fêter les 70 ans de sa création, la Patrouille de France arbore de nouvelles dérives sur ses Alphajet. Le design est signé par Régis Rocca. En parallèle, à la demande de La Poste, il réalise également un bloc de 4 timbres collector et son affranchissement “1er jour” pour le lancement du Salon Philatélique de Printemps. Le tirage de ce bloc de timbres est tiré à 10000 exemplaires.
Pour une première dans l'histoire des forces aériennes de la Gendarmerie Nationale, la Section Aérienne de Gendarmerie d'Ajaccio, fait appel à Régis Rocca pour concevoir et imaginer l'identité et les dérives d'un hélicoptère EC-145. L'événement est lié aux 60 ans de la SAG ajaccienne, ainsi qu'à l'inauguration des nouveaux bâtiments sur l'aéroport d'Ajaccio-Napoléon-Bonaparte.

## Prix et distinctions

### Décorations
- Chevalier de l'ordre des Arts et des Lettres (2025)[85] ;
- Médaille des réservistes volontaires de défense et de sécurité intérieure, bronze, agrafe Réserve Citoyenne[58]

### Prix
- Lauréat 1er prix “Palmes de la Communication - Entreprise” 2022 (France) pour sa campagne Le théâtre est un spectacle “vraiment” vivant[86]
- Lauréat 1er prix “Plus beau Timbre 2023” décerné par La Poste dans la catégorie “Bloc Collector” pour sa création 70 ans de la Patrouille de France[87]
- Lauréat 1er prix “Palmes de la Communication - Entreprise” 2024 (France) pour sa campagne Nous sommes au théâtre[88]

## Livrées réalisées
|       | Modèle           | N°        | Immatriculation | Unité                                     | Thème / nom                             | Année        | Remarques                                                                       |
| ----- | ---------------- | --------- | --------------- | ----------------------------------------- | --------------------------------------- | ------------ | ------------------------------------------------------------------------------- |
| 1     | Mirage 2000C     | 80        | 103-LI          | EC 1/12 “Cambrésis”                       | “The year of the Tiger”                 | 2010         | Nato Tiger Meet - Volkel (Pays-Bas)                                             |
| 2 & 3 | Piper Cub J3     |           | F-BGXC          | Aéroclub de Cambrai                       | “The pride of the Tiger”                | 2011 et 2012 | Accidenté en 2011, refait en 2012 en modifiant le design                        |
| 4     | Mirage 2000C     | 103       | 103-YN          | EC 1/12 “Cambrésis”                       | Dissolution de l'unité                  | 2012         | Conservé au Musée de la Base Aérienne 279 de Chateaudun                         |
| 5     | Mirage 2000C     | 88        | 103-KV          | EC 1/12 “Cambrésis”                       | Transfert des Traditions de la SPA162   | 2012         | Dérive uniquement                                                               |
| 6     | Rafale C         | 104       | 113-HH          | EC 1/7 “Provence”                         | Transfert des Traditions de la SPA162   | 2012         | Dérive uniquement                                                               |
| 7     | Rafale C         | 107       | 113-HJ          | EC 1/7 “Provence”                         | “Tiger Instinct”                        | 2013         | Nato Tiger Meet - Orland (Norvège)                                              |
| 8     | Mirage 2000D     | 648       | 133-XL          | EC 3/3 “Ardennes                          | 70 ans de l'unité                       | 2013         |                                                                                 |
| 9     | AS555 Fennec     | 5431      | VM              | EH 3/67 “Parisis”                         | 50 ans de l'unité                       | 2014         |                                                                                 |
| 10    | Alphajet         | E38       | F-TELH          | 8e Escadre de Chasse                      | 50 ans de l'unité                       | 2014         |                                                                                 |
| 11    | Transall C       | R89       | 64-ZG           | ET 1/64 “Béarn” & 2/64 “Anjou”            | 70 ans des unités                       | 2014         | Design parallèle avec le côté gauche pour l'Anjou et le droit pour le Béarn     |
| 12    | Rafale C         | 142       | 113-GU          | EC 1/7 “Provence”                         | “Thundertiger”                          | 2014         | Nato Tiger Meet - Schleswig-Jagel (Allemagne)                                   |
| 13    | TB-30 Epsilon    | 94        | 315-XK          | EPAA                                      | 30 ans de l'école                       | 2014         | Mis en stèle au sein de l'École devant les locaux de l'EIV 2/12 “Picardie”      |
| 14    | Rafale B         | 336       | 113-IK          | EC 1/91 “Gascogne”                        | Centenaire des 4 escadrilles de l'unité | 2015         | Dérive uniquement                                                               |
| 15    | Rafale C         | 119       | 113-IX          | EC 1/7 “Provence”                         | “Monster Tiger”                         | 2015         | Nato Tiger Meet - Konya (Turquie)                                               |
| 16    | Alphajet         | E81       | 120-FO          | EC 2/2 “Côte d'Or”                        | Centenaire des 2 escadrilles de l'unité | 2015         | Dérive uniquement                                                               |
| 17    | Mirage 2000N     | 353       | 125-AM          | EC 2/4 “La Fayette”                       | Centenaire de l'unité                   | 2016         | Conservé en stèle sur la Base Aérienne 113 de St-Dizier                         |
| 18    | Mirage 2000D     | 652       | 3-XN            | EC 3/3 “Ardennes                          | 30 ans du raid sur Ouadi Doum           | 2017         | surnommé le “Vanille-Chocolat”                                                  |
| 19    | Alphajet         | multiples | multiples       | Patrouille de France                      | Tournée USA 2017                        | 2017         | Dérives de l'ensemble des appareils de la tournée                               |
| 20    | Rafale C         | 133       | 4-GL            | ETR 3/4 “Aquitaine”                       | Rafale Solo Display                     | 2017         |                                                                                 |
| 21    | PC-21            | multiples | multiples       | École de l'Aviation de Chasse             |                                         | 2017         | Design identique pour l'ensemble des appareils livrés par Pilatus (17 au total) |
| 22    | Rafale C         | 143       | 30-GV           | EC 3/30 “Lorraine”                        | “Free French Tiger”                     | 2017         | Nato Tiger Meet - Landivisiau (France)                                          |
| 23    | Mirage 2000-5F   | 43        | 2-EJ            | EC 1/2 “Cigognes”                         | Centenaire de la mort de Guynemer       | 2017         | surnommé le “Vieux Charles”                                                     |
| 24    | Rafale B         | 349       | 4-FP            | ESTA 15.004 “Haute-Marne”                 | 10 ans de l'unité                       | 2018         | Dérive uniquement                                                               |
| 25    | Alphajet         | multiples | multiples       | Patrouille de France                      | Nouvelle identité visuelle              | 2018         | Dérives de l'ensemble des appareils de la PAF                                   |
| 26    | Rafale C         | 130       | 4-GI            | ETR 3/4 “Aquitaine”                       | Rafale Solo Display                     | 2018         |                                                                                 |
| 27    | Extra 330        | multiples | multiples       | EVAA                                      | 50 ans de l'unité                       | 2018         | Dérives de l'ensemble des appareils de l'EVAA                                   |
| 28    | Rafale C         | 131       | 4-GJ            | SPA160 “Diable Rouge”                     | 100 ans de l'escadrille                 | 2018         | Dérive uniquement                                                               |
| 29    | Gazelle SA.342M1 | 4084      | GBJ             | 3e EHRA / 3e RHC                          | “Bandit Nightmare”                      | 2018         | Nato Tiger Meet - Poznań (Pologne)                                              |
| 30    | Mirage 2000N     | 357       | 125-CO          | EC 2/4 “La Fayette”                       | 2000 eNd                                | 2018         | Retrait opérationnel / Dernier vol du Mirage 2000N                              |
| 31    | Gazelle SA.342M1 | 3476      | GAB             | 3e EHRA / 3e RHC                          | “The Roaring Three”                     | 2019         | Nato Tiger Meet - Mont-de-Marsan (France)                                       |
| 32    | TB-30 Epsilon    | 118       | 315-YI          | EPAA                                      | “The last flight”                       | 2019         | Retrait opérationnel / Dernier vol du TB-30 Epsilon                             |
| 33    | Rafale C         | 109       | 4-IM            | ETR 3/4 “Aquitaine”                       | Rafale Solo Display                     | 2019         | 10 ans du RSD                                                                   |
| 34    | CN-235 Casa      | 65        | 52-IC           | EROM 80                                   | 70 ans de l'unité                       | 2019         |                                                                                 |
| 35    | Rafale C         | 139       | 4-GR            | ETR 3/4 “Aquitaine”                       | Rafale Solo Display                     | 2021         | Armée de l'Air et de l'Espace                                                   |
| 36    | A400M            | 110       | F-RBAR          | ET 4/61 “Béarn”                           | Réactivation de l'unité                 | 2021         | A400M Tactical Display                                                          |
| 37    | CN-265 Casa      | 111       | 62-II           | ET 3/62 “Ventoux”                         | 50 ans de l'unité                       | 2021         |                                                                                 |
| 38    | Mirage 2000C     | 120       | 115-KC          | EC 2/5 “Île-de-France”                    | 80 ans de l'unité                       | 2021         | Gusto Tactical Display                                                          |
| 39    | Transall C       | R212      | 64-GL           | Brigade aérienne d'appui et de projection | “That's Transall Folks !”               | 2022         | Retrait opérationnel / Tournée mémorielle                                       |
| 40    | Rafale C         | 136       | 4-GO            | ETR 3/4 “Aquitaine”                       | Rafale Solo Display                     | 2022         | surnommé le “Black Seven”                                                       |
| 41    | Extra 330        | multiples | multiples       | EVAA                                      | Nouvelle livrée                         | 2022         | Design identique pour l'ensemble des appareils de l'EVAA                        |
| 42    | Mirage 2000C     | multiples | multiples       | EC 2/5 “Île-de-France”                    | Retrait opérationnel du M2000C          | 2022         | Design de 8 dérives aux couleurs des unités historiques du M2000C               |
| 43    | Alphajet         | multiples | multiples       | Patrouille de France                      | Identité visuelle des 70 ans            | 2023         | Dérives de l'ensemble des appareils de la PAF                                   |
| 44    | EC-145           | JBJ       | F-MJBJ          | SAG Ajaccio                               | 60 ans de l'unité                       | 2023         | Dérives pour la Gendarmerie Nationale                                           |
| 45    | Rafale C         | 113       | 4-IR            | ETR 3/4 “Aquitaine”                       | Rafale Solo Display                     | 2023         | surnommé le “Black Seven II”                                                    |
| 46    | Mirage 2000D     | 613       | 3-MO            | 3e Escadre de Chasse                      | 80 ans                                  | 2023         | Dérive uniquement                                                               |
| 47    | Gazelle SA.342M1 | 4179      | GBJ             | 3e EHRA / 3e RHC                          | “Scuderia dei Felini”                   | 2023         | Nato Tiger Meet - Gioia Del Colle (Italie)                                      |
| 48    | Hercule C130J    | 5836      | 61-PO           | BATS                                      | “10 000h”                               | 2023         | Dérive uniquement                                                               |
| 49    | Rafale C         | 146       | 4-GY            | ETR 3/4 “Aquitaine”                       | Rafale Solo Display                     | 2024         | surnommé le “RSD VIII”                                                          |
| 50    | Gazelle SA.342M1 | 4179      | GBJ             | 3e EHRA / 3e RHC                          | “Tiger Fury”                            | 2024         | Nato Tiger Meet - Schleswig AB (Allemagne)                                      |
| 51    | EC665 Tigre      | 6002      | BJB             | 5e RHC                                    | “70 ans de l'ALAT”                      | 2024         | Livrée partielle jumelle avec le n° 52                                          |
| 52    | NH90 Caïman      | 1482      | ECB             | 5e RHC                                    | “70 ans de l'ALAT”                      | 2024         | Livrée partielle jumelle avec le n° 51                                          |